# Bataille de Gorgorabishén
Batailles du Zemene Mesafent
Batailles
La bataille de Gorgorabishén, également appelée bataille de Takousa, a eu lieu le 12 avril 1853, entre les forces de Kassa Hailou, futur Negusse Negest Téwodros II, et une coalition d'armées du Yejjou, du Tigray, du Wello, du Godjam menée par Berrou Aligaz. Téwodros remporte un affrontement « capital » au cours duquel il tue lui-même trois des cinq Dejazmach ennemis morts pendant l'affrontement.